# Antonio Manuel
Antonio Manuel Rodríguez Ramos (Almodóvar del Río, Córdoba, 1968), conocido como Antonio Manuel, es un profesor, escritor, músico y activista español.

## Trayectoria académica
Doctor en Derecho y Profesor de Derecho Civil de la Universidad de Córdoba, coordinador del Laboratorio Jurídico de Desahucios de la Universidad de Córdoba, miembro del Consejo Asesor de la Cátedra de Memoria Democrática de la Universidad de Córdoba.
Patrono de la Fundación Blas Infantey Director de la Cátedra Blas Infante de Andújar, fue fundador y Presidente de la Federación Ateneos de Andalucía.

## Trayectoria literaria
Autor prolífico de monografías y artículos jurídicos, también ha escrito los ensayos  «La huella morisca. El Al Ándalus que llevamos dentro», «Flamenco. Arqueología de lo jondo», La mirada enferma, «Moriscos-Andalusíes. Del destierro a la concordia» con Jaled Ibarra, y  «Andalucía. Teoría y Fundamento Político» junto a Manuel Pimentel.
Igualmente, es autor de las novelas «El desmayado vuelo de las cigüeñas»,  «El soldado asimétrico»,  «La luz que fuimos» y  «Tu nombre mío», así como de poemarios como  «Daño», y obras de teatro como  «El collar de Azahara» junto a Juan Gaitán, ambos llevados a escena.
A su vez, ha prologado y editado multitud de libros de otros autores, destacando entre otros el drama popular «Entre dos fuegos», de Manuel Alba Blanes.

## Trayectoria musical y cinematográfica
Como músico, fue miembro y compositor del grupo Deneuve, autor y componente de «A Palos. Flamenco por y para la rebeldía». Además, obtuvo el Premio Carmen de la Academia del Cine de Andalucíaen 2023 a la mejor canción original por “Nana a Medias”. Su actividad prologuista y editora también ha estado presente en el mundo discográfico.
Colaborador en varios medios de comunicación, ha intervenido en varias películas, como «Pico Reja», la cual fue preseleccionada como candidata a Mejor Película Documental en los Premios Goya en 2023 y nominada al Premio Arrebato de No Ficción en los Feroz, además de haber sido nominada y premiada internacionalmente en otros festivales. También fue parte de «El complot de Tablada», donde se narran los acontecimientos que tuvieron lugar al inicio de la Segunda República conocidos históricamente como "Complot de Tablada".
Ha sido guionista de cortometrajes como «El Velo» con el que obtuvo varios premios como el del Festival Internacional de Casablancay la Denuncia Social de Salobreña, así como director de la serie de televisión «Arqueología de lo jondo» y del documental «Lorca en La Habana», ambas codirigidas junto a José Antonio Torres.
En el mundo documental, también es prolija su trayectoria, destacando entre otros su participación en Las llaves de la memoria, de Jesús Armesto, donde intervienen entre otros Manuel Pimentel, Federico Mayor Zaragoza y Sami Naïr; Manolo Sanlúcar, el legado, de Juanma Suárez Fernández, sobre la vida y obra de Manolo Sanlúcar, una de las figuras exponentes mundiales de la historia de la guitarra flamenca; Cachita, la esclavitud borrada, de Álvaro Begines, sobre la esclavitud negra en España y su invisibilización; 100 años en blanco y verde, con personalidades como María Ángeles Infante (hija de Blas Infante) o Alejandro Rojas Marcos entre tantos otros; o Alpuxarras, sobre la conquista musulmana de la Península Ibérica y la subsecuente conquista cristiana hasta el final de la expulsión de los moriscos en el siglo XVII.

## Premios y reconocimientos
Entre otros premios y reconocimientos, fue distinguido con la Fiambrera de Plata de Córdoba, Ateneista de Honor de Andalucía, Premio José Luis Tobalina de periodismo y la Medalla de Oro 2019 del Círculo Internacional Hispano-Árabe (CIHAR).